# Simpsonowie: Wersja kinowa
Simpsonowie: Wersja kinowa (ang. The Simpsons Movie, 2007) – amerykański film animowany, kinowa wersja serialu Simpsonowie.

## Fabuła
Lisa Simpson bardzo chce, by jezioro w Springfield nie było dłużej zanieczyszczane. Jednak Homer, przez swój nadmierny pośpiech, zanieczyszcza je odchodami swojej świni – Spider-Chruma / Harry’ego Pierdka. By zaraza się nie rozprzestrzeniała, Environmental Protection Agency zamyka miasto pod ogromną, szklaną kopułą. Gdy wychodzi na jaw, że Homer zanieczyścił jezioro, Simpsonowie są poszukiwani, więc uciekają. Uświadamiają sobie, czym jest rodzina.

## Obsada
- Dan Castellaneta – Homer Simpson / Abraham Simpson / Różne głosy
- Julie Kavner – Marge Simpson / Patty / Selma
- Nancy Cartwright – Bart Simpson / Maggie Simpson / Różne głosy
- Yeardley Smith – Lisa Simpson
- Harry Shearer – Ned Flanders / Prezydent Arnold Schwarzenegger / Różne głosy
- Hank Azaria – Profesor Frink / Moe Szyslak / Różne głosy
- Marcia Wallace – Edna Krabappel
- Billie Joe Armstrong – on sam
- Tré Cool – on sam
- Mike Dirnt – on sam
- Tress MacNeille – Pani Skinner / Colin / Różne głosy
- Pamela Hayden – Milhouse Van Houten / Rod Flanders
- Philip Rosenthal – TV Dad
- Albert Brooks – Russ Cargill
- Russi Taylor – Martin Prince
- Karl Wiedergott – Człowiek/Kierowca
- Maggie Roswell – Helen Lovejoy
- Tom Hanks – on sam
- Joe Mantegna – Gruby Tony

## Wersja polska
Opracowanie i udźwiękowienie wersji polskiej: Studio Sonica

Nagrań dokonano w: Studio Mafilm Audio w Budapeszcie

Reżyseria: Miriam Aleksandrowicz

Dialogi polskie: Dariusz Dunowski

Realizacja dźwięku: Gergely Illés, Tamás Márkus, Agnieszka Stankowska

Kierownictwo produkcji: Aleksandra Dobrowolska

W wersji polskiej udział wzięli:
- Miłogost Reczek – Homer Simpson
- Barbara Zielińska – Marge Simpson
- Joanna Wizmur – Bart Simpson
- Dominika Kluźniak – Lisa Simpson
- Adam Ferency – Russ Cargil
- Wojciech Paszkowski –
  - Ned Flanders,
  - Apu Nahasapeemapetilon,
  - Dr Nick Riviera,
  - Dżingiel Kopułmarketu
- Emilia Krakowska – Inuitka
- Andrzej Gawroński –
  - Abraham Simpson,
  - Sprzedawca na stacji benzynowej
- Marcin Troński –
  - Prezydent Arnold Schwarzenegger,
  - Komiksiarz,
  - Lou,
  - Dyrektor Skinner,
  - Otto Mann,
  - Pracownik parku rozrywki,
  - Celnik w Alasce,
  - Strażnik
- Jacek Czyż –
  - Kent Brockman,
  - Carl Carlson,
  - Barney Gumble,
  - Gruby Tony,
  - Waylon Smithers Jr.,
  - Dr Julius Hibbert,
  - Pomocnik Mel,
  - Szeryf Wiggum (jedna kwestia – błąd dubbingu),
  - Bumblebee Man
- Anna Apostolakis –
  - Milhouse van Houten,
  - Ralph Wiggum,
  - Martin Prince,
  - Helen Lovejoy,
  - Maggie Simpson,
  - Todd Flanders,
  - Dżingiel Kopułmarketu,
  - Syn z reklamy Nowego Wielkiego Kanionu
- Brygida Turowska –
  - Colin,
  - Cookie Kwan,
  - Pracownica EkoProAgentury,
  - Nawigacja,
  - Córka z reklamy Nowego Wielkiego Kanionu,
  - Podsłuchiwana kobieta #1,
  - Podsłuchiwana kobieta #2
- Jan Aleksandrowicz –
  - Klaun Krusty,
  - Nelson Muntz,
  - Cletus Spuckler,
  - Komiksiarz,
  - Itchy,
  - Billie Joe Armstrong,
  - Bombowy robocik
- Mirosław Konarowski –
  - Moe Szyslak,
  - Wielebny Lovejoy,
  - Burmistrz Quimby,
  - Pan Burns,
  - Tom Hanks,
  - Profesor Frink (jedna kwestia – błąd dubbingu),
  - Frank Edwin Wright III,
  - Pracownik EkoProAgentury,
  - Zmiażdżony mężczyzna,
  - Głos w reklamie Kopułmarketu,
  - Kierowca furgonetki #1
- Piotr Kozłowski –
  - Szeryf Wiggum,
  - Lenny Leonard,
  - Profesor Frink,
  - Scratchy,
  - Michael Pritchard,
  - Tata z reklamy Nowego Wielkiego Kanionu,
  - Podsłuchiwany mężczyzna,
  - Kontroler z Agencji Bezpieczeństwa Narodowego,
  - Kierowca furgonetki #2
- Jolanta Zykun –
  - Agnes Skinner,
  - Mama Nelsona,
  - Staruszka,
  - Kobieta z klubu książki
- Zbigniew Dziduch –
  - Pomocnik Świętego Mikołaja,
  - Reżyser reklamy,
  - Pracownik kina

Lektor: Zbigniew Dziduch

## Odniesienia i parodie
Podobnie jak w wielu odcinkach serialu Simpsonowie, w filmie występują liczne odniesienia do rzeczywistości.
- Na samym początku, zespół Green Day występuje na wodnej platformie. Gdy przerywa koncert, by powiedzieć mieszkańcom Springfield o ochronie środowiska, rozgniewani ludzie obrzucają ich różnymi przedmiotami i zatapiają ich platformę. Podczas tonięcia Mike Dirnt mówi do zespołu: To był zaszczyt grać z wami na tym Titanicu, po czym wyjmują skrzypce i grają „Nearer, My God, to Thee” aż do zatonięcia platformy. Jest to parodia filmu Titanic Jamesa Camerona. Z kolei na pogrzebie Green Day, grany jest American Idiot w wersji pogrzebowej.
- Gdy Bart jedzie nago na deskorolce przez miasto, różne obiekty zasłaniają jego genitalia, w podobny sposób jak w filmie Austin Powers: Szpieg który nie umiera nigdy.
- W scenie miłosnej Homera i Marge na Alasce, różne zwierzęta pomagają im, głównie przebierając ich. Jest to parodia wielu animacji Disneya, z wyróżnieniem na Kopciuszka i Śpiącą królewnę. Zwierzęta również zostały zrobione na wzór tych z Bambi.
- Robot rozbrajający bomby jest parodią Gomera Pyle z filmu Full Metal Jacket, popełniając samobójstwo w podobny sposób.
- Świnia Homera ma dwa imiona: Spider-Chrum (ang. Spider-Pig, parodia od Spider-Man) i Harry Pierdek (ang. Harry Plopper, parodia od Harry Potter). Spider-Chrum posiada motyw muzyczny podobny do Spider-Mana z 1967.
- Homer po kłótni z Marge na Alasce idzie do baru i gra na automacie w Grand Theft Walrus – jest to parodia serii Grand Theft Auto. W tej grze strzela się do pingwina, parodiującego Happy Feet: Tupot małych stóp. Bar nazywa się eski-MOE's.

### Zmiany w polskiej wersji
W polskiej wersji filmu z dubbingiem podjęto próbę zastąpienia części żartów zrozumiałych dla Amerykanów bardziej zabawnymi dla Polaków, dzięki czemu można tu znaleźć liczne aluzje do sytuacji społeczno-politycznej w Polsce. Poniżej przedstawionych jest kilka wybranych scen:
- Homer w drodze do kościoła stwierdza, że mohery to takie są kołtuny, że klapki na oczach i na uszach.
- Klaun Krusty w reklamie burgerów twierdzi, że bardziej tłusta może być tylko kuchnia polska („Jeśli znajdziecie tłustszy zamach na bioderko, to będzie to kuchnia polska”) (w oryginalnej wersji wspomina meksykańską).
- Bart, gdy Ned Flanders proponuje mu kakao, odpowiada: No co pan, co ja, Tinky-Winky?. Jest to odniesienie do wypowiedzi Ewy Sowińskiej sugerującej, że Teletubisie promują zachowania homoseksualne.
- Na widok zmutowanej wiewiórki prezydent Schwarzenegger mówi, że posiada ona zęby jak u ministra oświaty z dalekiego kraju. Jest to odniesienie do ówczesnego polskiego ministra edukacji Romana Giertycha.
- Gdy Springfield zostaje umieszczone pod kopułą, Martin Prince mówi To jakaś szklana pułapka!, co jest nawiązaniem do polskiego tytułu serii filmów Szklana pułapka.
- Gdy wychodzi na jaw, że to Homer stoi za zanieczyszczeniem jeziora, prezenter wiadomości, Kent Brockman, mówi: Tak na marginesie: nasza stacja nie przyklaśnie linczowi Samoobrony.
- Gdy wściekły tłum wchodzi do domu Simpsonów, Klaun Krusty wydaje rozkaz małpie o imieniu Tytus. Jest to nawiązanie do postaci Tytusa de Zoo z serii komiksów „Tytus, Romek i A’Tomek”.
- Homer, tłumacząc zanieczyszczenie jeziora, mówi, że podziwia wykształciuchów, co jest określeniem stworzonym przez Romana Zimanda, które dostało się do obiegu publicznego za sprawą Ludwika Dorna.
- Gdy Homer gra w Grand Theft Walrus, lektor mówi Dwaj tacy, co ukradli morsa. Jest to nawiązanie do filmu O dwóch takich, co ukradli księżyc.
- Homer, zadowolony z filmu, który zostawiła mu żona, mówi Wróć. Jest to odniesienie do powiedzenia przypisywanego minister Zycie Gilowskej, spopularyzowanego przez kabaret polityczny Rozmowy w tłoku.
- Homer, próbując znaleźć w sobie prawdę, mówi, że człowiek nie od małpy pochodzi, tylko od smoka i Seks jest zły, bo nie rozwija. To pierwsze jest nawiązaniem do wypowiedzi Macieja Giertycha, zaś to drugie do cytatu z posłanki Anny Sobeckiej.
- Homer po tym, jak rozdzieliły go drzewa, mówi A dajcie wy mi święty spokój, się do „Jednego z dziesięciu” nie nadaję.
- Gdy Homer zostaje odtrącony przez Barta, krzyczy Znowu w życiu mi nie wyszło!. Jest to nawiązanie do piosenki Budki Suflera Sen o dolinie.
- Po tym, jak Homer niechcący przyspieszył bombę kopniakiem, Klaun Krusty krzyczy do niego Zjeżdżaj, dziadu!. Jest to łagodniejsza wersja Spieprzaj, dziadu! – słynnej wypowiedzi Lecha Kaczyńskiego.